# José Peseiro
José Vitor dos Santos Peseiro (* 4. April 1960 in Coruche) ist ein portugiesischer Fußballtrainer.

## Trainerkarriere
Peseiro, der zusammen mit José Mourinho denselben Trainerlehrgang absolvierte, begann seine Karriere 1992 beim Verein União de Santarém, wo er bis 1994 blieb. Nach zwei Jahren bei União de Montemor und drei Jahren bei Oriental wechselte er schließlich 1999 zu Nacional Funchal die zu diesem Zeitpunkt in der dritten portugiesischen Liga spielten. Mit Madeira stieg Peseiro gleich in seiner ersten Saison in die zweite Liga auf, um nur nach zwei weiteren Jahren den Aufstieg in die höchste portugiesische Spielklasse perfekt zu machen. Nach diesen herausragenden Leistungen bekam Peseiro im Sommer 2003 ein Angebot vom spanischen Spitzenverein Real Madrid, wo er, hinter Carlos Queiroz, die Stelle des Co-Trainers bekleidete. Nachdem jedoch Real Madrid hinter den gesteckten Zielen blieb und die Verträge mit dem Trainerstab nach nur einer Saison aufgelöst wurden, wechselte Peseiro wieder in seine Heimat und zu Sporting Lissabon zurück.
Bei Sporting setzten die Verantwortlichen viel auf Peseiro und erhofften sich mit ihm die Vormachtstellung des Rivalen FC Porto durchbrechen zu können. Trotz schlechtem Start in die Saison 2004/2005 schaffte es Peseiro mit seiner Mannschaft zwischenzeitlich auf dem ersten Platz. Diesen verlor man jedoch zwei Spieltage vor Ende der Saison an Benfica Lissabon, sodass Sporting Lissabon am Ende der Saison sogar auf dem dritten Platz der portugiesischen Meisterschaft landete und sich somit für die 3. Runde der UEFA-Champions-League-Qualifikation qualifizierte. Obwohl Peseiro die Meisterschaft verpasste, schaffte er mit dem Erreichen des UEFA-Pokal-Finales von 2005 einen Achtungserfolg zu erzielen. Sporting, das zum zweiten Mal in seiner Vereinsgeschichte ein internationales Finale erreichen konnte, schaltete unter anderem Vereine wie Newcastle United, Feyenoord Rotterdam oder AZ Alkmaar aus, scheiterte jedoch schließlich, trotz einer 1:0-Führung, mit 1:3 an ZSKA Moskau.
Nachdem die Saison 2005/2006 für Sporting mit dem Ausscheiden in der Champions-League-Qualifikation unbefriedigend begonnen hatte, wurde Peseiro am 18. Oktober entlassen und wechselte später zu Al-Hilal nach Saudi-Arabien. Bei Al-Hilal blieb Peseiro bis zum 10. Januar 2007. Von Mai 2007 bis Mai 2008 stand er beim griechischen Traditionsverein Panathinaikos Athen unter Vertrag.
Im Juli 2008 übernahm er das Traineramt beim rumänischen Erstligisten Rapid Bukarest. Dort wurde er bereits am 3. Oktober 2008 nach dem Ausscheiden im UEFA-Pokal beurlaubt und übernahm bis Januar 2009 andere Aufgaben im Klub. Am 18. Februar 2009 wurde Peseiro Nachfolger des zurückgetretenen Nasser al-Johar als Nationaltrainer Saudi-Arabiens.
Nach der Auftaktniederlage bei der Fußball-Asienmeisterschaft 2011 wurde er als Nationaltrainer Saudi-Arabiens fristlos entlassen.
Am 8. Juni 2012 wurde Peseiro offiziell als neuer Chef-Trainer von Sporting Braga vorgestellt. Dort unterschrieb er einen Vertrag für 2 Jahre. Im ersten Jahr gewann er zwar den Ligapokal, jedoch belegte sein Team nur den vierten Platz in der Liga und verpasste somit die UEFA Champions League Play-offs. Daraufhin einigte er sich mit dem Verein auf eine Vertragsauflösung.
Am 19. Januar 2016 wurde Peseiro Nachfolger von Julen Lopetegui beim FC Porto. Die Vertragslaufzeit betrug eineinhalb Jahre.
Zur Saison 2018/19 kehrte Peseiro zu Sporting Lissabon zurück.